# William Mansfield, 1.º Visconde de Sandhurst

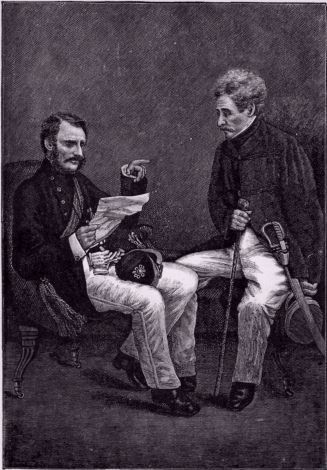
Colin Campbell, 1º Barão Clyde com William Mansfield.

William Mansfield, 1º Visconde de Sandhurst (21 de agosto de 1855 — 2 de novembro de 1921) foi um estadista britânico.
Filho de William Mansfield, 1º Barão de Sandhurst, ele tornou-se o 2.° Barão de Sandhurst com a morte de seu pai em 1876. Na Câmara dos Lordes, ele começou uma carreira ministerial, servindo mais tarde como Governador de Mumbai, na Índia.
Em 20 de julho de 1881, desposou Lady Victoria Spencer, a filha mais jovem de Frederick Spencer, 4º Conde Spencer. Eles tiveram dois filhos, que morreram na infância:
- Hon. John Robert Mansfield (4 de setembro de 1882 – 5 de setembro de 1882)
- Hon. Elizabeth Mansfield (9 de junho de 1884 – 17 de outubro de 1884)

Em 5 de julho de 1909, ele casou-se com Eleanor Arnold. Lorde Sandhurst morreu em 1921, aos sessenta e seis anos, sem deixar filhos. Seu viscondado tornou-se extinto com sua morte, mas sua baronia foi herdada por seu irmão, John Mansfield.